# Ictonyx striatus
La zorrilla común (Ictonyx striatus) es una especie de mamífero carnívoro de la familia Mustelidae la cual en ocasiones recuerda a una mofeta. Habita en la sabana de los países del África subsahariana, excluyendo la cuenca del Congo y África occidental.
Es un carnívoro de hábitos nocturnos. Posee algunos medios para evitar los depredadores, incluyendo la habilidad para producir una secreción maloliente de las glándulas anales, fingir la muerte y trepar a los árboles. Tiene un color predominantemente negro, pero presenta cuatro prominentes rayas blancas que se desplazan hacia atrás desde la cabeza, a lo largo del dorso hasta la cola. El turón rayado tiene una longitud de aproximadamente 60 cm de largo que incluyen 20 cm de cola. Puede vivir hasta trece años.
Es una especie solitaria, asociándose con los otros de su especie únicamente para aparearse. Los jóvenes nacen generalmente entre septiembre y diciembre, con de una a tres crías por camada.

## Subespecies
Se reconocen las siguientes subespecies:
- Ictonyx striatus striatus
- Ictonyx striatus albescens
- Ictonyx striatus arenarius
- Ictonyx striatus elgonis
- Ictonyx striatus erythreae
- Ictonyx striatus ghansiensis
- Ictonyx striatus giganteus
- Ictonyx striatus intermedius
- Ictonyx striatus kalaharicus
- Ictonyx striatus lancasteri
- Ictonyx striatus limpopoensis
- Ictonyx striatus maximus
- Ictonyx striatus obscuratus
- Ictonyx striatus orangiae
- Ictonyx striatus ovamboensis
- Ictonyx striatus pretoriae
- Ictonyx striatus senegalensis
- Ictonyx striatus shoae
- Ictonyx striatus shortridgei